# آسیا کیت دیلون
آسیا کیت دیلون (به انگلیسی: Asia Kate Dillon) متولد ۱۵ نوامبر۱۹۸۴ یک هنرپیشه آمریکایی است. از فیلم‌های وی می‌توان به سریال‌های میلیاردها، نارنجی مد جدید است و جان ویک ۳: پارابلوم اشاره کرد.